# Carinodes uxorius
Carinodes uxorius là một loài tò vò trong họ Ichneumonidae.